# Столовий рельєф

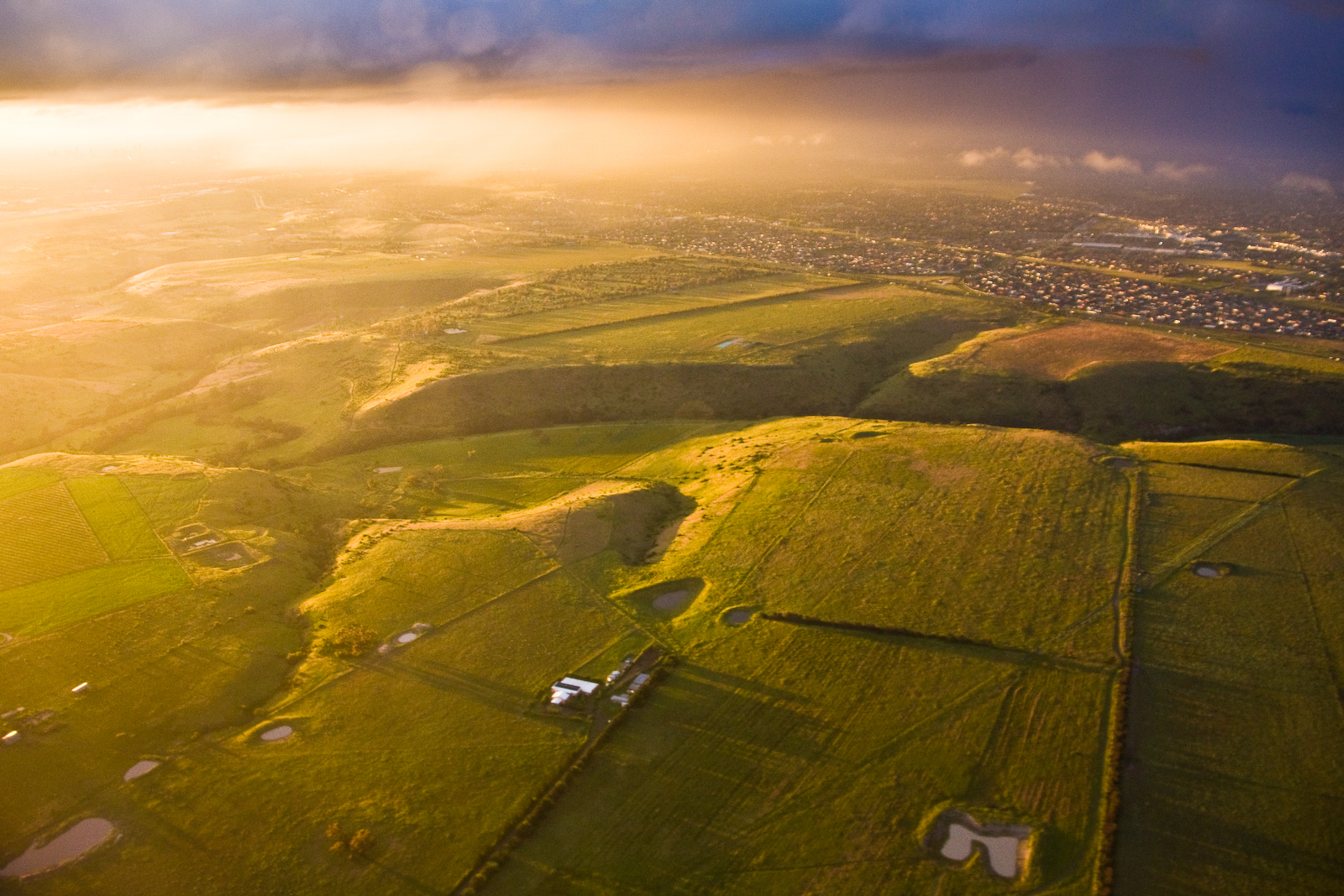
.

Столовий рельєф (рос. столовый рельеф, англ. tableland relief, tableland topography; нім. Tafellandrelief n) – рельєф розчленованої ерозією рівнини або плато, складений горизонтальними пластами гірських порід. Характерні широкі плоскі (столові) вододіли, розчленовані нечисленними вузькими та крутосхилими долинами. Характерний для областей аридного клімату, а також для областей розвитку пористих або тріщинуватих водопроникних порід.